# Frank Morgan (musicus)
Frank Morgan (Minneapolis, 23 december 1933 - aldaar, 14 december 2007) was een Amerikaanse altsaxofonist van de hardbop, met een carrière van meer dan 50 jaar. Hij speelde voornamelijk altsaxofoon maar speelde ook sopraansaxofoon. Hij stond bekend als Charlie Parker-opvolger die vooral bop en ballads speelde.

## Carrière

### Het vroege leven (1933-1947)
Frank Morgan werd geboren in Minneapolis (Minnesota) in 1933, maar bracht het grootste deel van zijn jeugd door bij zijn grootmoeder in Milwaukee (Wisconsin) terwijl zijn ouders op tournee waren. Morgans vader Stanley was gitarist bij Harlan Leonard and the Rockets en The Ink Spots en zijn moeder Geraldine was een 14-jarige studente toen ze hem baarde. Morgan begon al op jonge leeftijd met het instrument van zijn vader, maar verloor zijn interesse op het moment dat hij Charlie Parker zijn eerste solo zag spelen met de Jay McShann-band in het Paradise Theatre in Detroit (Michigan). Stanley stelde hen backstage voor, waar Parker Morgan advies gaf om met altsax te beginnen en ze ontmoetten elkaar de volgende dag in een muziekwinkel. Morgan, toen zeven jaar oud, ging ervan uit dat ze een saxofoon zouden uitzoeken, maar Parker stelde voor om op de klarinet te beginnen om zijn embouchure te ontwikkelen. Morgan oefende ongeveer twee jaar op de klarinet voordat hij een sopraansax en ten slotte een alt verwierf. Morgan ging op 14-jarige leeftijd bij zijn vader wonen (tegen die tijd gescheiden) in Los Angeles, Californië, nadat zijn grootmoeder hem had betrapt met marihuana.

### Los Angeles (1947-1955)
Als tiener kreeg Morgan de kans om op zondagmiddagen te jammen met mensen als Dexter Gordon en Wardell Gray in de Crystal Tearoom. Toen hij nog maar 15 jaar oud was, kreeg Morgan de plek van Johnny Hodges in Duke Ellingtons Orchestra aangeboden, maar Stanley vond hem te jong om te toeren. In plaats daarvan trad hij toe tot de huisband van Club Alabam, waar hij zangers ondersteunde, waaronder Billie Holiday en Josephine Baker. Datzelfde jaar won hij een televisie-talentenshow, waarvan de prijs een opnamesessie was met het Freddy Martin Orchestra, het spelen van Over the Rainbow in een arrangement van Ray Conniff, met zang van Merv Griffin. Morgan ging overdag naar de Jefferson High School, waar hij in de schoolbigband speelde die ook de jazzgrootheden Art Farmer, Ed Thigpen, Chico Hamilton, Sonny Criss en Dexter Gordon voortbracht. Morgan bleef gedurende deze jaren in contact met Parker en bevond zich in jamsessies bij Hollywood-beroemdheden thuis toen Parker Los Angeles bezocht. In 1952 verdiende Morgan een plek in de band van Lionel Hampton, maar zijn eerste arrestatie in 1953 verhinderde hem om lid te worden van het kwintet van Clifford Brown en Max Roach (die rol ging in plaats daarvan naar Harold Land en later Sonny Rollins). Hij maakte zijn opnamedebuut op 20 februari 1953 met Teddy Charles en zijn West Coasters in een sessie voor Prestige Records. Dit sextet bevatte de kortstondige tenorspeler Wardell Gray en werd opgenomen in de postume publicatie Wardell Gray Memorial Volume 1 uit 1983. Op 1 november 1954 maakte Morgan vijf nummers met het Kenny Clarke Sextet voor Savoy Records, waarvan er vier werden uitgebracht met Clarke als leader met I've Lost Your Love, toegekend aan schrijver Milt Jackson als leader. Morgan nam op 29 januari 1955 een all-star sessie op met Wild Bill Davis en Conte Candoli en nam op 31 maart 1955 deel aan een tweede opnamesessie met Candoli, Wardell Gray, Leroy Vinnegar en anderen, die werden gecombineerd en uitgebracht in 1955 als Morgans eerste album Frank Morgan bij GNP Crescendo Records. Latere publicaties omvatten ook vijf nummers die op 11 augustus 1956 in de Crescendo Club in West Hollywood zijn opgenomen met een sextet met Bobby Timmons en Jack Sheldon. De albumkopie begroette Morgan als de nieuwe Charlie Parker, die hetzelfde jaar was overleden.

## Verslaving en opsluiting (1955-1985)
In de voetsporen van Parker was Morgan op 17-jarige leeftijd heroïne gaan gebruiken, raakte vervolgens verslaafd en bracht een groot deel van zijn volwassen leven door in en buiten de gevangenis. Morgan ondersteunde zijn drugsverslaving door middel van het vervalsen van cheques en het afschermen van gestolen eigendommen. Zijn eerste drugsarrestatie vond plaats in 1955, hetzelfde jaar dat zijn debuutalbum werd uitgebracht en Morgan belandde in 1962 in de San Quentin State Prison, waar hij een klein ensemble vormde met een andere verslaafde en saxofonist Art Pepper. Zijn laatste opsluiting, waarvoor Morgan zichzelf had aangegeven wegens een voorwaardelijke overtreding, eindigde op 7 december 1986. Hoewel hij de laatste twee decennia van zijn leven van heroïne afbleef, slikte Morgan dagelijks methadon.

### Comeback (1985–2007)
Vers uit de gevangenis in april 1985, begon Morgan weer met opnemen en in juni bracht hij Easy Living uit bij Contemporary Records. Morgan trad op op het Monterey Jazz Festival op 21 september 1986 en wees een aanbod om Charlie Parker te spelen in de film Bird van Clint Eastwood af (Forest Whitaker nam zijn plaats in). Hij maakte zijn debuut in New York in december 1986 in de Village Vanguard en werkte samen met George W.S. Trow bij Prison-Made Tuxedos, een semi-autobiografisch Off-Broadway-spel met livemuziek van het Frank Morgan Quartet (met Ronnie Mathews, Walter Booker en Victor Lewis). Zijn album Mood Indigo uit 1990 plaatste zich op nummer vier in de Billboard jazzhitlijst. Morgan kreeg een beroerte in 1998, maar herstelde daarna, nam op en trad op tijdens de laatste vier jaar van zijn leven. HighNote Records bracht uiteindelijk drie albums uit met materiaal van een optreden van drie nachten in de Jazz Standard in New York in november 2003. Morgan nam ook deel aan het Charlie Parker Jazz Festival 2004 in Tompkins Square Park.
Nadat Morgan in de herfst van 2005 naar Minneapolis was verhuisd, was Morgan headliner bij het Twin Cities Hot Summer Jazz Festival in 2006 en speelde hij duetten met Ronnie Mathews in de Dakota Jazz Club in Minneapolis en met George Cables in de Artists' Quarter in St. Paul. Morgan trad ook op in 2006 op het East Coast Jazz Festival in Washington D.C. en aan de westkust in Yoshi's en Catalina's. Zijn laatste optreden in Minneapolis was met Grace Kelly, Irv Williams en Peter Schimke in de Dakota op 1 juli 2007.
Voor een van Morgans laatste opnamen componeerde en nam hij muziek op voor de audioboekbewerking van Michael Connelly's misdaadroman The Overlook (2007), met korte onbegeleide saxofoonsolo's aan het begin en het einde van het boek en tussen de hoofdstukken. Morgan wordt in het boek genoemd door hoofdpersoon Harry Bosch, een jazzliefhebber.
Kort voor zijn dood voltooide Morgan zijn eerste tournee door Europa.

## Overlijden
Frank Morgan overleed in Minneapolis op vrijdag 14 december 2007 aan complicaties ten gevolge van darmkanker, negen dagen voor zijn 74ste verjaardag. Op zondag 23 december werd in het Artists' Quarter een herdenkingsdienst gehouden met leden van Morgan's familie en een optreden van Irv Williams.

## Discografie
- 1955: Gene Norman Presents Frank Morgan (GNP Crescendo Records/Fresh Sound Records, 1955) met Wardell Gray, Conte Candoli, Howard Roberts, Carl Perkins, Wild Bill Davis
- 1985: Easy Living (OJC) met Cedar Walton, Tony Dumas, Billy Higgins
- 1986: Double Image (Contemporary Records) met George Cables
- 1987: Major Changes (Contemporary Records) met McCoy Tyner, Avery Sharpe, Louis Hayes
- 1988: Yardbird Suite (OJC) met Mulgrew Miller, Ron Carter, Al Foster
- 1989: Reflections (OJC) met Joe Henderson, Bobby Hutcherson, Mulgrew Miller, Ron Carter, Al Foster
- 1993: Listen to the Dawn (Antilles) met Kenny Burrell, Ron Carter, Grady Tate
- 1995: Love, Lost and Found (Telarc) met Cedar Walton, Ray Brown, Billy Higgins
- 1996: Bop! (Telarc) met Ray Drummond, Curtis Lundy

- Biblioteca Nacional de España: XX4580815
- Bibliothèque nationale de France: cb13945031f (data)
- Gemeinsame Normdatei: 134965698
- International Standard Name Identifier: 0000 0001 1760 0043
- Library of Congress Control Number: n91115113
- MusicBrainz: 404169ef-f350-4ffe-b85e-ad78aaa15c41
- Nationale bibliotheek van Australië: 35949378
- Nationale Bibliotheek van Israël: 987007414716905171
- Nederlandse Thesaurus van Auteursnamen: 314330674
- Réseau des bibliothèques de Suisse occidentale: 02-A012328658
- Istituto Centrale per il Catalogo Unico: DDSV377225
- SNAC: w6j68khn
- Système universitaire de documentation: 193220113
- Virtual International Authority File: 42030796
- WorldCat: E39PBJhX8bMV4mB7wK76BFfQbd